# Брента (мера)

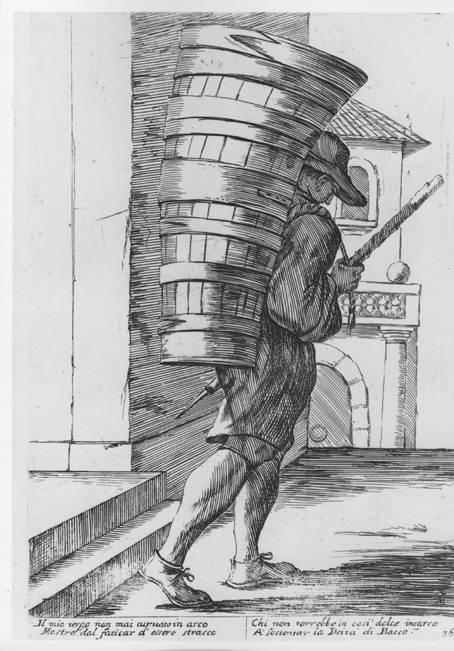
Брентатор: художник Аннибале Карраччи, гравёр Джузеппе Мария Мителли, 1660

Бре́нта (итал. brenta) — старинная итальянская ёмкость для переноски вина и соответствующая ей мера объёма (различалась в зависимости от региона).

## Ёмкость
Брентой называлось особое приспособление для переноски вина, представлявшее собой вытянутую деревянную ёмкость, которая крепилась на спине ремнями наподобие ранца. Она была известна в Северной Италии с древнейших времён. Этимологически слово «брента» восходит к доримскому периоду и происходит, возможно, от древних кельтов, населявших когда-то территорию Апеннинского полуострова. Рабочий-грузчик, занятый переноской бренты, назывался брентатором (итал. brentatore). В отличие, например, от амфоры, которая использовалась при дальних, морских, в том числе международных, перевозках, брента применялась для локальных перемещений вина на небольшие расстояния.

## Мера объёма
Термином «брента» в Северной Италии также обозначалась мера объёма — особенно жидкостей, и прежде всего вина, а также сыпучих веществ, например сахара. Объём бренты не был стандартизирован и сильно варьировался в зависимости от региона:
- 37,59 литра в Швейцарии[5]
- около 39 литров в Болонье[3]
- около 49 литров в Брешиа[3]
- 49,28 литра в Турине до 1818 года[1][5]
- 49,30 литра в Турине после 1818 года[1] и в Асти[3]
- 54,67 литра в Новаре[3]
- 57,83 литра в Алессандрии[3]
- около 70,5 литра в Вероне[3]
- около 75 литров в Пьяченце[3]
- 75,55 литра в Милане[1][3]
- 175 литров в Риме[5]

В Казале-Монферрато существовала своя мера объёма под названием брентина — «бренточка», величиной около 50 литров.